# Tina Šutej
Tina Šutej (née le 7 novembre 1988 à Ljubljana) est une athlète slovène spécialiste du saut à la perche.

## Biographie
Tina Šutej mène une carrière universitaire au sein de l'université de l'Arkansas. Elle a remporté le saut à la perche aux championnats NCAA en salle à deux reprises, en 2011 et 2012. Elle détient le record NCAA en plein air, avec un saut à 4,61 m réalisé à Athens en mai 2011.
Le 9 juillet 2016, la Slovène ne franchit aucune barre en finale des Championnats d'Europe d'Amsterdam et est, en conséquence, non classée. Elle se qualifie le mois suivant pour la finale des Jeux olympiques de Rio où termine à la 11e place avec 4,50 m, échouant de peu à 4,60 m.
Le 28 juin 2018, elle remporte la médaille d'argent des Jeux méditerranéens de Tarragone grâce à un saut à 4,41 m. Elle est devancée par la Française Ninon Guillon-Romarin, auteure de 4,46 m.
Le 9 juillet 2019, à Lucerne, elle égale son vieux record national en plein air (4,61 m en 2011) et réalise les minimas pour les championnats du monde 2019. Neuf jours plus tard, à Jockgrim, elle améliore de deux centimètres son record national avec une barre à 4,63 m.
Le 10 août 2019, elle remporte les championnats d'Europe par équipes 2019 à Varaždin et améliore lors du concours par deux fois son record national, avec 4,65 m puis 4,70 m, mesure lui permettant de se qualifier pour les Jeux olympiques de 2020. Le 8 septembre, à Beckum, elle égale cette marque.
Le 15 septembre 2019, aux championnats nationaux par équipes à Velenje, elle porte son record à 4,73 m.
Le 1er février 2020, elle saute 4,67 m aux championnats de Croatie en salle à Zagreb, la seconde meilleure performance de sa carrière en salle. Le 23 février, lors du All Star Perche de Clermont-Ferrand, elle porte son record personnel et national à 4,74 m.
Le 5 juillet 2020, pour sa rentrée en plein air, Tina Sutej améliore à Ljubljana son record personnel et national de deux centimètres, en effaçant une barre à 4,75 m, s'octroyant par la même occasion la meilleure performance mondiale de l'année.
Le 11 septembre 2021, elle améliore à Ljubljana son record national avec 4,76 m.

### Médailles de bronze mondiales et européennes (2022)
Le 5 mars 2022, Tina Sutej remporte le Perche Élite Tour de Rouen en franchissant pour la première fois de sa carrière 4,80 m, record personnel et national amélioré de 4 centimètres. Elle se hisse à la 3e place ex aequo des bilans de l'hiver, et devient la favorite pour le titre mondial en salle de Belgrade, du fait de l'absence d'Anzhelika Sidorova, de Polina Knoroz et d'Iryna Zhuk, respectivement 1re, 2e et 3e des bilans, à la suite de l'exclusion de leurs pays par World Athletics. Aux Mondiaux en salle de Belgrade, elle décroche la médaille de bronze, sa première médaille mondiale, avec 4,75 m, derrière les Américaines Sandi Morris et Katie Nageotte.
Lors des Mondiaux en plein air, à Eugene, elle termine au pied du podium avec 4,70 m, devancée à nouveau par les Américaines, Nageotte (or, 4,85 m) et Morris (argent, 4,85 m) mais aussi par l'Australienne Nina Kennedy (bronze, 4,80 m).
Aux Championnats d'Europe de Munich, le mois suivant, elle concourt en finale avec une entaille profonde à la main, subie lors de l'échauffement. Malgré cela, elle réalise son meilleur saut de la saison à 4,75 m pour remporter la médaille de bronze, derrière la Finlandaise Wilma Murto (4,85) et la Grecque Ekateríni Stefanídi (4,75). Soignée à l'hôpital, elle ressort avec 9 points de sutures.

### Vice-championne d'Europe en salle (2023)
Début 2023, Tina Šutej réalise la meilleure performance mondiale de l'année à Ostrava, avec 4,82 m, nouveau record national.
Lors des championnats d'Europe en salle de 2023 à Istanbul, Sutej prend la 2e place de la finale de la perche, avec un saut à 4,75 m, derrière Wilma Murto. Elle gagne ainsi sa deuxième médaille d'argent européenne en salle, deux ans après la première à Torun.

## Palmarès
| Date | Compétition                       | Lieu             | Résultat | Perf.   |
| ---- | --------------------------------- | ---------------- | -------- | ------- |
| 2005 | Championnats du monde cadets      | Marrakech        | 8e       | 3,90 m  |
| 2006 | Championnats du monde juniors     | Pékin            | 2e       | 4,25 m  |
| 2009 | Jeux méditerranéens               | Pescara          | 4e       | 4,20 m  |
| 2009 | Universiade                       | Belgrade         | 7e       | 4,25 m  |
| 2009 | Championnats d'Europe espoirs     | Kaunas           | 5e       | 4,25 m  |
| 2010 | Championnats d'Europe             | Barcelone        | 10e      | 4,35 m  |
| 2011 | Universiade                       | Shenzhen         | 2e       | 4,55 m  |
| 2013 | Championnats d'Europe par équipes | Kaunas           | 1re      | 4,30 m  |
| 2013 | Jeux méditerranéens               | Mersin           | 3e       | 4,30 m  |
| 2014 | Championnats du monde en salle    | Sopot            | 10e      | 4,55 m  |
| 2014 | Championnats d'Europe par équipes | Tallinn          | 3e       | 4,45 m  |
| 2014 | Championnats d'Europe             | Zürich           | 10e      | 4,35 m  |
| 2015 | Championnats des Balkans          | Pitești          | 1re      | 4,20 m  |
| 2016 | Championnats d'Europe             | Amsterdam        | finale   | NM      |
| 2016 | Jeux olympiques                   | Rio de Janeiro   | 11e      | 4,50 m  |
| 2016 | Ligue de diamant                  | Ligue de diamant | 5e       | détails |
| 2017 | Championnats des Balkans en salle | Belgrade         | 1re      | 4,45 m  |
| 2017 | Championnats d'Europe en salle    | Belgrade         | 8e       | 4,40 m  |
| 2017 | Championnats d'Europe par équipes | Tel Aviv         | 1re      | 4,55 m  |
| 2018 | Jeux méditerranéens               | Tarragone        | 2e       | 4,41 m  |
| 2019 | Championnats d'Europe par équipes | Varazdin         | 1re      | 4,70 m  |
| 2019 | Championnats du monde             | Doha             | 13e      | 4,50 m  |
| 2021 | Championnats d'Europe en salle    | Toruń            | 2e       | 4,70 m  |
| 2021 | Jeux olympiques                   | Tokyo            | 5e       | 4,50 m  |
| 2022 | Championnats du monde en salle    | Belgrade         | 3e       | 4,75 m  |
| 2022 | Championnats du monde             | Eugene           | 4e       | 4,70 m  |
| 2022 | Championnats d'Europe             | Munich           | 3e       | 4,75 m  |
| 2023 | Championnats d'Europe en salle    | Istanbul         | 2e       | 4,75 m  |
| 2023 | Jeux européens                    | Chorzów          | 2e       | 4,70 m  |
| 2023 | Championnats du monde             | Budapest         | 4e       | 4,80 m  |
| 2023 | Ligue de diamant                  | Ligue de diamant | 2e       | 4,81 m  |
| 2024 | Jeux olympiques                   | Paris            | 19e      | 4,40 m  |
| 2025 | Championnats d'Europe en salle    | Apeldoorn        | 2e       | 4,75 m  |
| 2025 | Championnats du monde en salle    | Nankin           | 2e       | 4,70 m  |

## Records
| Discipline       | Discipline | Marque      | Lieu    | Date              |
| ---------------- | ---------- | ----------- | ------- | ----------------- |
| Saut à la perche | Plein air  | 4,81 m (NR) | Eugene  | 16 septembre 2023 |
| Saut à la perche | En salle   | 4,82 m (NR) | Ostrava | 2 février 2023    |